# Neogossea fasciculata
Neogossea fasciculata är en djurart som tillhör fylumet bukhårsdjur, och. Neogossea fasciculata ingår i släktet Neogossea och familjen Neogosseidae.

## Underarter
Arten delas in i följande underarter:
- N. f. beauchampi
- N. f. fasciculata